# Louis Kébreau

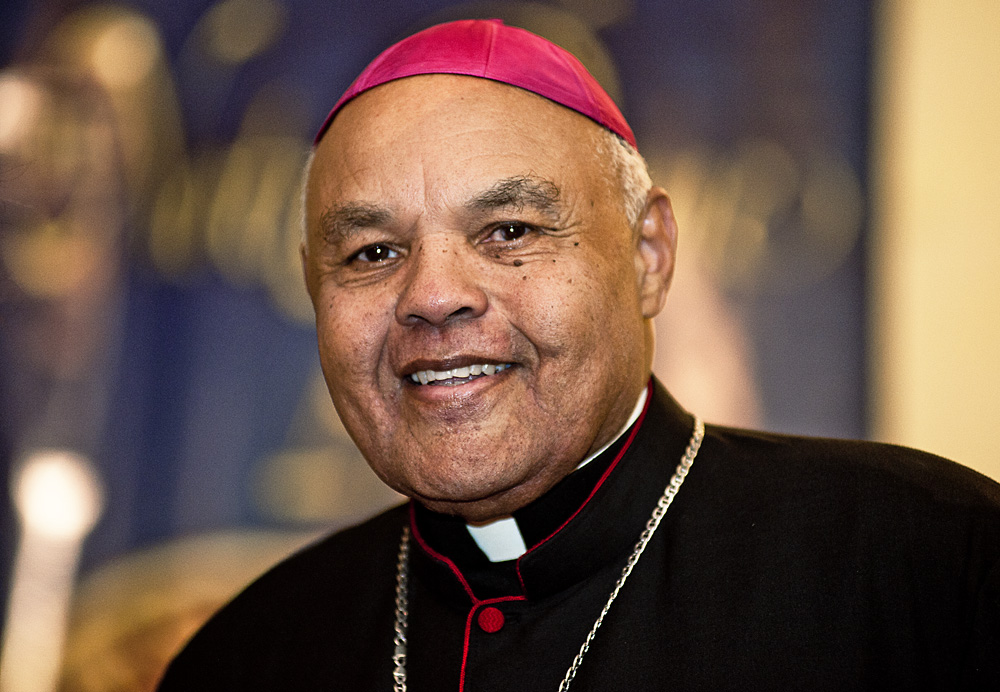
Louis Kébreau

Louis Kébreau SDB (* 8. November 1938 in Jérémie) ist ein haitianischer Ordensgeistlicher und emeritierter römisch-katholischer Erzbischof von Cap-Haïtien.

## Leben
Nach dem Studium der Landwirtschaft trat Louis Kébreau der Ordensgemeinschaft der Salesianer Don Boscos bei. Nach dem Noviziat legte er am 16. August 1963 die Ordensgelübde ab. Seine philosophischen und theologischen Studien in Puerto Rico und Kanada schloss er mit dem Master in Pastoraltheologie an der Universität Saint Paul in Ottawa ab. Die ewigen Gelübde folgten am 14. August 1969. Am 11. Mai 1974 empfing er die Priesterweihe.
Von 1974 bis 1977 wirkte er am Kleinen Seminar der Salesianer in Pétionville und war von 1977 bis 1981 ebendort Direktor der salesianischen Gemeinschaft San Giovanni Bosco. Von 1981 bis 1986 war er im Auftrag der salesianischen Provinz für die Antillen Provinzdelegat für Haiti.
Am 25. November 1986 ernannte ihn Papst Johannes Paul II. zum Weihbischof in Port-au-Prince und zum Titularbischof von Selendeta. Die Bischofsweihe spendete ihm und dem gleichzeitig zum Weihbischof ernannten Joseph Lafontant am 25. Januar 1987 der Kardinalpräfekt der Kongregation für die Bischöfe, Bernardin Gantin. Mitkonsekratoren waren der Erzbischof von Port-au-Prince, François-Wolff Ligondé, und der Bischof von Hinche, Léonard Pétion Laroche.
Von 1989 bis 1993 war er Vorsitzender der Kommission für die Jugendpastoral der Bischofskonferenz für Lateinamerika (CELAM). 1992 war er Delegat der Haitianischen Bischofskonferenz bei der Päpstlichen Stiftung „Populorum Progessio“. 1997 war er außerdem Rektor des Theologischen Seminars Notre Dame d’Haiti. Am 30. Juni 1998 bestellte ihn Papst Johannes Paul II. zum Bischof von Hinche.
Nachdem 2004 sein ehemaliger Mitbruder Jean-Bertrand Aristide als Staatspräsident gestürzt wurde und ins Exil ging, befürchtete man Anschläge von Seiten bewaffneter Aristide-Anhänger auch auf Bischof Kébreau, der infolgedessen zeitweise nur mit bewaffneten Leibwächtern unterwegs sein konnte. Louis Kébreau war von 1983 bis 1986 als Provinzdelegat der Salesianer Don Boscos Aristides Vorgesetzter. Als er ihn als Oberer an seine Pflichten erinnerte, wurde er bereits damals von Aristides Anhängern mehrere Tage lang entführt.
2004 wurde er zum Vorsitzenden der Haitianischen Bischofskonferenz gewählt.
Bei der Vereidigung des Präsidenten René Garcia Préval 2006 forderte er die Mitglieder beider Kammern auf, alles zu tun, um den Leidensweg des haitianischen Volkes endlich zu beenden.
Papst Benedikt XVI. ernannte ihn am 1. März 2008 zum Erzbischof von Cap-Haïtien. Bis zur Ernennung seines Nachfolgers Simon-Pierre Saint-Hillien CSC am 6. August 2009 leitete er das Bistum Hinche kommissarisch weiter. 
Am 29. November 2009 nahm er an der Eröffnung der Adveniat-Weihnachtsaktion in Bamberg teil und forderte eine internationale „Solidarität auf Augenhöhe“ für „eine Entwicklung, die den ganzen Menschen in den Blick nimmt und über das Materielle hinausgeht“.
Am 22. November 2014 nahm Papst Franziskus seinen altersbedingten Rücktritt an.